# Беїле-Хомород
Беїле-Хомород (рум. Băile Homorod) — село у повіті Харгіта в Румунії. Адміністративно підпорядковане місту Влехіца.
Село розташоване на відстані 218 км на північ від Бухареста, 26 км на захід від М'єркуря-Чука, 78 км на північ від Брашова.

## Населення
За даними перепису населення 2002 року у селі проживали 69 осіб.
Національний склад населення села:
| Національність | Кількість осіб | Відсоток |
| -------------- | -------------- | -------- |
| угорці         | 64             | 92,8 %   |
| румуни         | 5              | 7,2 %    |

Рідною мовою назвали:
| Мова      | Кількість осіб | Відсоток |
| --------- | -------------- | -------- |
| угорська  | 64             | 92,8 %   |
| румунська | 5              | 7,2 %    |